# Atalante Migliorotti
Atalante Migliorotti (1466 en Florencia – 1532) fue un músico y lutier renacentista italiano, ayudante de Leonardo da Vinci.
Nació de una relación ilegítima. Después de ser alumno de Leonardo, que le enseñó música, se trasladó a Milán en 1482 para acompañar a su amo. Ese mismo año, Da Vinci pintó su retrato, que probablemente se haya perdido.
En 1491, según los deseos de Isabella d'Este, cantó el papel protagónico en la ópera de Orfeo presentada en el carnaval de Marmirolo. Sus habilidades como intérprete de laúd y luthier hicieron que Isabella le encargase una guitarra en 1493 y luego, en 1505, una  lira de doce cuerdas.
También fue empleado como Coordinador de construcción de la Basílica de San Pedro.